# Pullen Island Conservation Park
Pullen Island Conservation Park är en park i Australien. Den ligger i delstaten South Australia, omkring 68 kilometer söder om delstatshuvudstaden Adelaide. Pullen Island Conservation Park ligger 3 meter över havet. Den ligger på ön Pullen Island.
Närmaste större samhälle är Victor Harbor, nära Pullen Island Conservation Park. 
Genomsnittlig årsnederbörd är 766 millimeter. Den regnigaste månaden är juni, med i genomsnitt 142 mm nederbörd, och den torraste är december, med 22 mm nederbörd.